# Phaseolodes nudiflorum
Phaseolodes nudiflorum là một loài thực vật có hoa trong họ Đậu. Loài này được (Welw. ex Baker) Kuntze miêu tả khoa học đầu tiên năm 1891.